# Stofwisseling
Stofwisseling of metabolisme (uit het Grieks: μεταβολισμός metabolismos = verandering of omzetting) is het geheel van biochemische processen dat plaatsvindt in de cellen van organismen. Enzymen spelen bij deze omzettingen een centrale rol. Er wordt onderscheid gemaakt tussen de opbouw van stoffen onder gebruik van energie (anabolisme) en de afbraak van biomoleculen, waarbij energie vrijkomt (katabolisme).

## Functies van de stofwisseling
De stofwisseling heeft onder meer de volgende functies:
- Het vastleggen van zonne-energie of chemische energie door de aanmaak van reservestoffen.
- Het vrijmaken van energie uit onder andere opgenomen stoffen en reservestoffen.
- Het opnemen van stoffen.
- Het gebruik van bouwstoffen en energie als bron voor alle biologische processen.
- Het verwerken van afvalstoffen.
- Een eventueel teveel aan opbouwstoffen elimineren.

## Katabolisme en anabolisme

### Katabolisme
Katabolisme is de afbraak van organische stoffen binnen een organisme; het omvat verschillende manieren van stofwisseling in een cel, afhankelijk van de verschillende soorten biopolymeren. Polysachariden, lipiden, nucleïnezuren en proteïnen worden eerst, via hydrolyse, afgebroken tot kleinere moleculen, respectievelijk monosachariden, vetzuren, nucleotiden en aminozuren. Vervolgens kunnen de gevormde monomeren binnen de cel gebruikt worden voor de aanmaak van nieuwe biopolymeren (anabolisme), of voor de celademhaling, waarbij het kleine molecuul (vooral glucose) met behulp van zuurstof in energie wordt omgezet.

### Anabolisme
Anabolisme of biosynthese is de opbouw van organische stoffen, waarbij energie wordt gebruikt of wordt opgeslagen, bijvoorbeeld in ATP, NADPH, koolhydraten en biopolymeren. De energie wordt geleverd door licht (bij fotosynthese) of door redoxreacties (bij chemosynthese). Anabolisme behelst de reeks metabole routes waardoor uit kleinere moleculen grotere moleculen worden gevormd. Anabolisme is een vorm van assimilatie waarbij weefsels en organen zoals spieren en botten worden opgebouwd. Dit gebeurt dankzij groei en celdifferentiatie.
De grote variatie aan metabole processen tussen verschillende soorten organismen kan worden gebruikt bij hun taxonomische classificatie; belangrijke indelingscriteria zijn:
1. de herkomst van de energie die nodig is om de processen te doen plaatsvinden,
2. de elektronendonor (reductor), die betrokken is bij bovenstaande processen,
3. de herkomst van de benodigde koolstof voor de opbouw van organische stoffen, zoals bouwstoffen, enzymen, reservestoffen.

| Energiebron     | Licht                   | foto-  |         |         | -troof |
| Energiebron     | Licht & redoxreactie    | mixo-  |         |         | -troof |
| Energiebron     | Redoxreactie            | chemo- |         |         | -troof |
| Elektronendonor | Organische verbinding   |        | organo- |         | -troof |
| Elektronendonor | Anorganische verbinding |        | litho-  |         | -troof |
| Koolstofbron    | Organische verbinding   |        |         | hetero- | -troof |
| Koolstofbron    | Anorganische verbinding |        |         | auto-   | -troof |

### Energiebron

#### Fototroof
Een organisme is fototroof als het zich in leven houdt met licht als energiebron, naast de opname van anorganische stoffen. Fototroof komt van Oudgrieks φῶς phōs (licht) + τροφή trophē (voeding).
De lichtenergie wordt bij fototrofe organismen vastgelegd via fotosynthese en hoofdzakelijk gebruikt voor de groei en voor het aanmaken van energierijke reservestoffen. Daarnaast wordt de lichtenergie gebruikt voor onder andere de opname van anorganische stoffen door plantenwortels tegen de concentratiegradiënt in, voor het transport van water met de daarin opgeloste stoffen binnen de plant, en voor de beweging van de plant, bijvoorbeeld fototropie. Fototrofe organismen voorzien zichzelf van de benodigde voedingsstoffen: ze zijn autotroof.

#### Mixotroof
Een mixotroof organisme kan zowel de benodigde energie uit licht (fototroof) als chemische stoffen (chemotroof) verkrijgen. Mixotrofe organismen kunnen voor assimilatie gebruikmaken van licht (fotosynthese), maar kunnen ook (an)organische verbindingen hiervoor gebruiken (chemosynthese).

#### Chemotroof
Een organisme is chemotroof als het in staat is om met behulp van chemische omzettingen als energiebron te leven. Er bestaan zowel autotrofe (zelfvoorzienende) als heterotrofe (afhankelijke) chemotrofe organismen. Ze verkrijgen hun benodigde energie door oxidatie van respectievelijk anorganische en organische (door andere organismen aangemaakte) moleculen.

### Elektronendonor of reductor

#### Organotroof
Een organotroof organisme verkrijgt de energiebehoefte uit chemische omzettingen van organische stoffen. Organotrofie is een vorm van chemotrofie. Heterotrofe organismen worden ook wel met de term organotroof aangeduid. Een heterotroof organisme bouwt zijn organische celmateriaal op uit organische stoffen, gemaakt door andere organismen en is dus afhankelijk van andere organismen. Het dissimileert moleculen die door autotrofe organismen geassimileerd zijn.

#### Lithotroof
Een lithotroof organisme is een organisme dat de energiebehoefte verkrijgt uit chemische omzettingen van anorganische stoffen. Het woord lithotroof is afkomstig van het Griekse woord lithos dat steen en trophe dat voeding betekent.

### Koolstofbron
Naar de herkomst van koolstof voor de opbouw van de organische stoffen en het celmateriaal kan men heterotrofe organismen onderscheiden van autotrofe organismen.
Onderscheiden kan worden naar koolstofbron:
- Lithoheterotroof, waarbij organisch materiaal als koolstofbron gebruikt wordt.
- Lithoautotroof, waarbij kooldioxide uit de lucht als koolstofbron gebruikt wordt.
- Mixotroof, waarbij naast kooldioxide uit de lucht ook organisch materiaal gebruikt wordt als koolstofbron.

In aanvulling op deze indeling kan verder onderscheiden worden naar energiebron:
- Chemolithotroof
- Fotolithotroof. Deze bacteriën komen voor bij de Chromatiaceae, Chlorobiaceae, Chloroflexaceae en Cyanobacteriën.

#### Heterotroof
Een organisme is heterotroof, als het zijn celmateriaal opbouwt uit organische stoffen, dat wil zeggen stoffen afkomstig van andere organismen. Het woord heterotroof is afkomstig uit het Grieks en betekent letterlijk zich van anderen voedend (heteros - vreemd, een andere; trophein - voeden). Een heterotroof organisme is voor zijn energievoorziening afhankelijk van andere organismen: het dissimileert moleculen die oorspronkelijk door autotrofe organismen geassimileerd zijn.
De simpelste heterotrofen zijn gisten, maar ook de mens is heterotroof en wel chemo-organoheterotroof.

#### Autotroof
Autotrofe organismen zijn organismen die CO2 (kooldioxide) gebruiken als bron van koolstof voor hun cellen. Autotroof is een samenstelling van de Griekse woorden autos (zelf) en trophein (voeden). Dit betekent dat het organisme zelf voedsel kan aanmaken en het niet hoeft te betrekken van een ander organisme. 
Autotrofe organismen halen hun energie uit anorganische stoffen of uit zonlicht. De energie gebruiken zij om kooldioxide om te zetten in glucose. Door gebruik van de genoemde energiebronnen zal door de activiteit van autotrofe organismen de hoeveelheid organische stof toenemen.
Naar de herkomst van de benodigde energie onderscheidt men:
- fotoautotrofe organismen: deze maken gebruik van zonlicht voor het verkrijgen van de benodigde energie voor fotosynthese.
- chemo-autotrofe organismen: deze maken gebruik van oxidatieprocessen van anorganische stoffen voor het verkrijgen van de benodigde energie.

Voorbeelden van autotrofe bacteriën zijn nitrificeerders en anammox bacteriën. Anammox bacteriën zijn aerotolerante (zuurstoftolerante) chemo-litho-autotrofe micro-organismen en behoren tot de planctomycetes.

## Belangrijke stofwisselingsprocessen
- Koolhydraten worden omgezet in glucose. Glycolyse bestaat uit de afbraak van glucose tot pyrodruivenzuur.
- Vetten worden omgezet in vetzuren. Vetzuren worden afgebroken tot acetyl-CoA in een proces dat beta-oxidatie wordt genoemd.
- Eiwitten worden in de lever afgebroken tot aminozuren. De aminozuren kunnen vervolgens weer gebruikt worden om nieuwe eiwitten te maken.
- Acetyl-CoA doorloopt de citroenzuurcyclus. Daarbij komen energierijke elektronen vrij en wordt koolstofdioxide gevormd als afvalproduct.
- De energierijke elektronen uit de citroenzuurcyclus doorlopen de oxidatieve fosforylering. De energie uit deze elektronen wordt gebruikt voor het genereren van ATP, de belangrijkste energiebron voor de cel.
- Vitaminen spelen vaak als co-enzym een rol bij diverse stofwisselingsprocessen.

## Metabolieten
Strikt genomen zijn metabolieten de producten van stofwisselingsprocessen. De term metabolieten wordt echter meestal alleen gebruikt voor kleine moleculen, zoals glucose en aminozuren.
Er wordt soms ook een onderscheid gemaakt tussen primaire en secundaire metabolieten. Zo zijn de aminozuren waaruit eiwitten worden opgebouwd voorbeelden van primaire metabolieten, maar het alkaloïde nicotine daarentegen een secundaire metaboliet in bepaalde planten.
Secundaire metabolieten bij planten zijn plantenstoffen (metabolieten) die niet direct betrokken zijn bij primaire processen (zoals fotosynthese, citroenzuurcyclus, eiwitsynthese). Ze zijn niet direct noodzakelijk voor het overleven van het organisme, maar dragen wel bij tot zijn overlevingskansen.